# Moshe Levi
Moshe Levi (en hebreo: משה לוי‎; Tel-Aviv, 18 de abril de 1936 - Afula, 8 de enero de 2008) fue un militar israelí. Fue el 12º Jefe del Estado Mayor de las Fuerzas de Defensa de Israel (FDI), cargo que ocupó de 1983 a 1987. Fue el primer Jefe de Estado Mayor de origen Mizrahim.

## Biografía
Nació en Tel-Aviv en una familia judía de origen iraquí. Era conocido por el sobrenombre Moshe VaHetzi (en hebreo: משה וחצי‎) a causa de su gran altura, que era de 1,96 metros.
Mientras servía como Jefe de Estado Mayor y después de retirarse del ejército, Levy vivió en el kibutz Beit Alfa al norte de Israel. En sus últimos años, fue el presidente fundador del consejo de supervisión de la autopista 6, también conocida como carretera Transisraeliana.
Levy se casó en dos ocasiones y le sobrevivieron cinco hijos y cinco nietos.
En 2002, Levi sufrió un ictus y fue hospitalizado en el Tel HaShomer Medical Center. Se quedó con una movilidad limitada y se quedó limitado en una silla de ruedas, pero continuó en la vida pública. El 1 de enero de 2008, Levy sufrió un ictus masivo y fue hospitalizado en el Centre Médico Emek de Afula, y murió ocho días después de un aneurisma cerebral. Fu enterrado en el kibutz Beit Alfa.

## Carrera militar
Fue reclutado por el ejército en 1954 y sirvió en la Brigada Golani. Después de completar su curso de oficiales, Levy se unió a la Brigada de Paracaidistas. Luchó durante la Crisis de Suez de 1956, durante la que participó lanzándose en paracaídas en el paso de Mitla. De 1963 a 1967 ocupó diversos cargos de comandancia en la Brigada de Paracaidistas y se convierte en oficial de operaciones. Fue nombrado también comandante de la Escuela de Paracaidismo y Guerrilla.

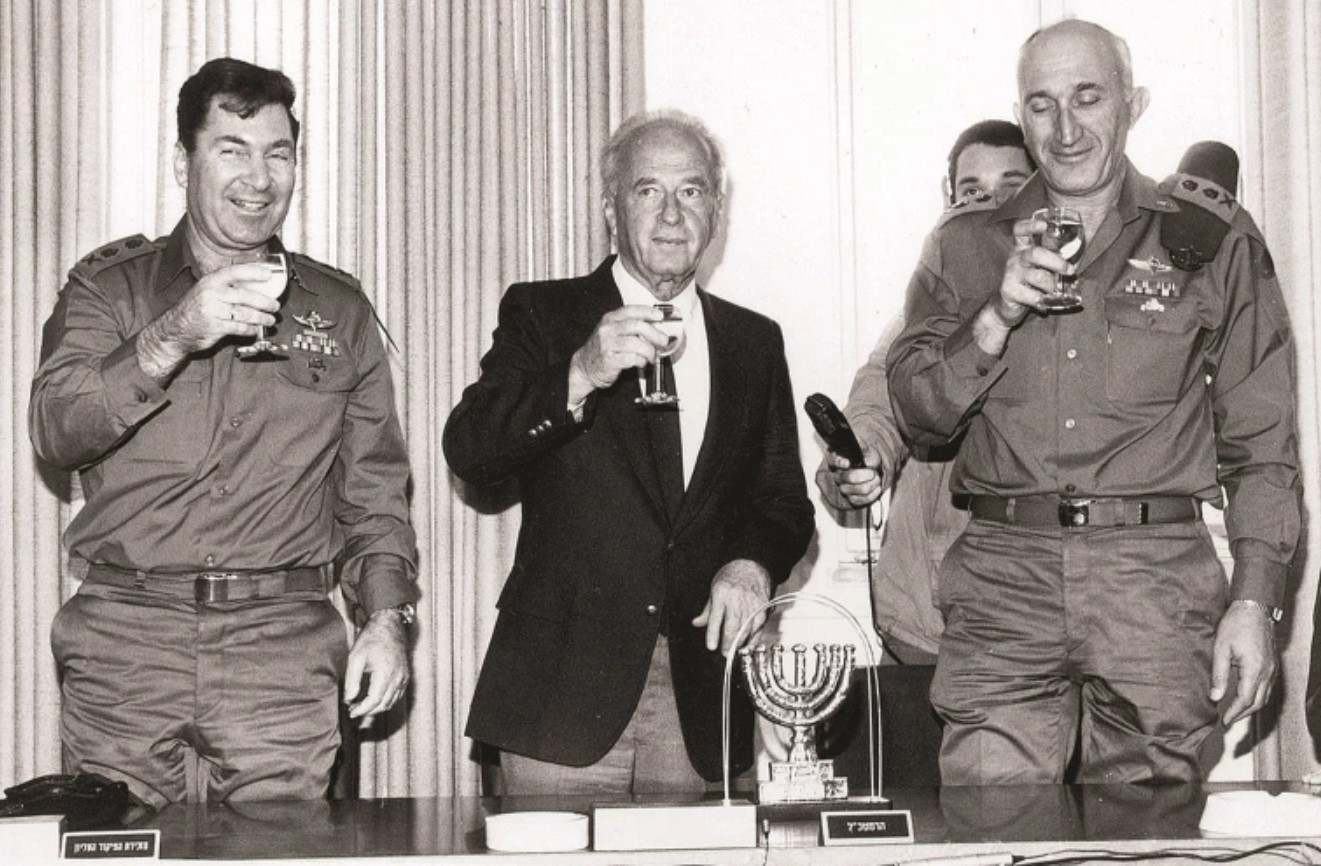
Ceremonia de transferencia del cargo de Jefe del Estado Mayor en 1987, con el entonces ministro de defensa Yitshaq Rabin y Dan Shomron como nuevo Ramatcal.

Durante la Guerra de los Seis Días, Levi luchó en los frentes de la Sinaí y los Altos del Golan. Dirigió la operación para conquistar Ras Sedr en el Sinaí. En 1968, fue nombrado comandante adjunto de la Brigada de Paracaidistas de la Reserva y en 1969 se convirtió en comandante de la Brigada Regional del Valle del Jordán. Durante la Guerra de Desgaste, su brigada persiguió los escamotes de militantes que intentaban infiltrarse desde Jordania. Se convirtió en comandante de la Brigada de Paracaidistas de la Reserva en 1970.

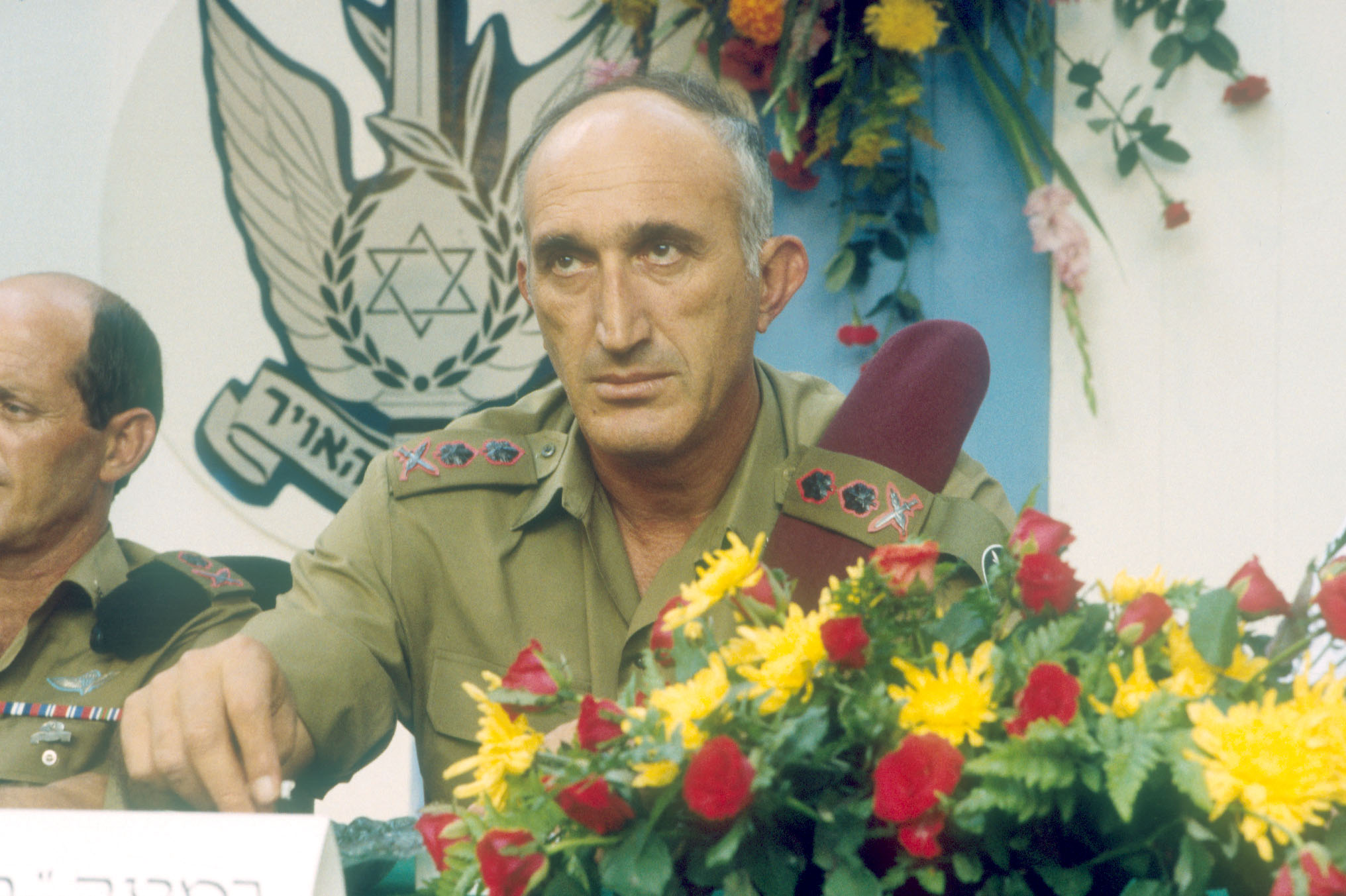
Levi como Jefe de Estado Mayor en 1983.

Levi fue nombrado Jefe de Estado Mayor del Mando Central en 1973 y sirvió como jefe del departamento de operaciones del Estado Mayor General en 1974. En 1976, dirigió la 880º División Blindada de Reserva, y fue nombrada jefe del Comando Central en 1977, sirviendo en este cargo hasta 1981. Levi ejerció como jefe adjunto del Estado Mayor y jefe de la división de operaciones desde 1982 hasta 1983. Durante su mandato, estalló la Primera Guerra del Líbano y participó activamente en la gestión de la guerra al lado del Jefe del Estado Mayor que en ese momento era Rafael Eitan.
Levy fue ascendido a Jefe del Estado Mayor en 1983, sucediendo a Eitan. Durante su mandato, presidió la retirada de las FDI del Líbano en 1985 y superviso el despliegue de las tropas israelís y la creación de la zona de seguridad en el sur del Líbano.
Ayudó a construir la rama de las fuerzas terrestres de las FDI. Creó dos nuevas brigadas de infantería: la Brigada Nahal y la Brigada Guivati. Durante su mandato como Jefe del Estado Mayor, presidió la Operación Pata de Palo, el ataqu israelí a la sede de la OLP a Túnez y el transporte aéreo de judíos etíopes a Israel en la Operación Moisés y la Operación Josué.